# Tatsuaki Iwata
Tatsuaki Iwata (岩田達明?, Iwata Tatsuaki; Nagoya, 2 gennaio 1926 – 30 giugno 2022) è stato un goista giapponese.

## Biografia
Entrò fin da piccolo nel numeroso dojo di Minoru Kitani, diventando uno dei suoi allievi più promettenti. Nel 1943 divenne professionista presso la filiale di Nagoya della Nihon Ki-in raggiungendo il grado massimo di 9° dan nel 1964. Nel 2004 ha raggiunto il traguardo delle 800 vittorie da professionista. 
Si è ritirato dai tornei nel 2011, pur continuando a insegnare. Si è spento all'età di 96 anni il 30 giugno 2022.

## Titoli
| Nazionali          | Nazionali                              | Nazionali                              |
| Tornei             | Vittorie                               | Finalista                              |
| ------------------ | -------------------------------------- | -------------------------------------- |
| Okan               | 6 (1967, 1969, 1970, 1976, 1979, 1980) | 6 (1965, 1972, 1977, 1981, 1985, 1989) |
| Totale in carriera |                                        |                                        |
| Totale             | 6                                      | 6                                      |